# Bazarnes
Bazarnes – miejscowość i gmina we Francji, w regionie Burgundia-Franche-Comté, w departamencie Yonne.
Według danych na rok 1990 gminę zamieszkiwały 383 osoby, a gęstość zaludnienia wynosiła 20 osób/km² (wśród 2044 gmin Burgundii Bazarnes plasuje się na 543. miejscu pod względem liczby ludności, natomiast pod względem powierzchni na miejscu 478.).